# Situsari (Dawuan)
Situsari is een bestuurslaag in het regentschap Subang van de provincie West-Java, Indonesië. Situsari telt 3052 inwoners (volkstelling 2010).